# Kourit-Bil-Yargo
Kourit-Bil-Yargo est une commune située dans le département de Pouytenga de la province de Kouritenga dans la région du Centre-Est au Burkina Faso.